# František R. Kraus
František Robert Kraus, hebrejským jménem גדעון בן יצחק קראוס Gideon ben Jicchak (14. října 1903 Praha – 19. května 1967 Praha), byl československý spisovatel a novinář, člen protinacistického odboje a přeživší holokaust. Patřil do tzv. Pražského kruhu spisovatelů. Působil v ČTK, Prager Tagblatt, Prager Presse, Tribuně, v Českém rozhlase zakládal krátkovlnné vysílání a byl prvorepublikovým zahraničním zpravodajem v českém, německém, francouzském a anglickém jazyce.
Během holokaustu byl vězněn v terezínském ghettu, přežil koncentrační tábory Auschwitz, Gleiwitz a Blechhammer a podařilo se mu uprchnout z pochodu smrti. Jeho knížka Plyn, plyn…, pak oheň, vydaná v září 1945 byla jedním ze zcela prvních literárně zpracovaných svědectví o holocaustu nejen v Československu, ale na světě vůbec.
Z politických a antisemitských pohnutek komunistického režimu byla Krausova díla až do roku 1989 zakazována a cenzurována. Ačkoliv jeden z jeho žáků, Arnošt Lustig, jej považoval za spisovatele světového významu a přirovnával jeho tvorbu k Jacku Londonovi, E. E. Kischovi či Primo Levimu a jeho dílo vyučoval na zahraničních univerzitách, osobnost u dílo F. R. Krause u nás i ve světě zůstavaly dlouho na okraji zájmu. 
Po válce byl Kraus aktivním členem pražské židovské obce, jako spisovatel pravidelně každý měsíc přispíval do Věstníku ŽNO. Byl také jedním z prvních, kdo se aktivně podílel na obnovení minjanu Staronové synagogy, a to okamžitě po osvobození v květnu 1945, společně např. s rabínem Richardem Federem či rabínem Hanušem Rezkem.

## Život

### Dětství
Narodil se 14. října 1903 na pražském Josefově v česko-židovské rodině krejčovského mistra a majitele módního salónu Roberta Krause a ženy v domácnosti Matyldy Krausové, rozené Kollmannové. Jeho strýcem byl doktor Mořic Bloch (Maurus Bloch), tiskový poradce jak císaře Františka Josefa I., tak později i T. G. Masaryka, autor manifestu Mým národům. Doma a mezi kamarády se mluvilo česky, ale ve škole německy, takže Kraus byl odmala zcela bilingvní.
O svém dětství kdysi napsal, že je prožil na asanačních pláccích a zbořeništích Židovského města, tehdejší pražské páté čtvrti, která vzala za své při velkorysé modernizaci města na počátku 20. století, tzv. asanaci. Vzpomínky na starý Josefov a jeho specifické obyvatele té doby se pak jako leitmotiv táhnou celým Krausovým dílem. Právě zde se poprvé seznámil s existenciálním rozměrem staropražské chudiny, ale také s původním pražským sportovním prostředím, jehož vrcholové osobnosti dobře znal:
| „                                            | Píše se rok 1918, 28. října. Jako chlapce 15letého vede mne cesta na hřiště, na „plácek“ u mostu Svatopluka Čecha. Tam dole, na staveništi, ještě před mostem, bylo eldorádo chlapců ze Staré Prahy. Zde povstaly první kluby, pověstný Everton, s nepostradatelným kapitánem Edou Bušem, zde je pověstné semeniště povalečů, vagantů a tuláků, kteří nám dávají nedobré rady po život. Ale milujeme svůj plácek, „židák“ se mu říkalo. | “ |
| — A přiveď zpět naše roztroušené…, str. 136. | |   |

Jak bylo v té době časté mezi tzv. lepšími pražskými židovskými rodinami, základní vzdělání získal v piaristické klášterní škole v Panské ulici, pak pokračoval na reálce v Jindřišské a maturitu složil na klasickém gymnáziu v paláci Kinských na Staroměstském náměstí. Zároveň docházel do slavné náboženské školy Talmud-Tora, zvané „Talme“, v Jáchymově ulici na Josefově. Vzpomínku na tuto školu, odrážející typický kolorit tehdejší „Páté pražské čtvrti“, zaznamenal v jedné ze svých knih:
| „                | Chodili spolu do náboženské školy „Talmud-Thora“, dvakrát týdně, od čtyř do šesti, a v neděli dopoledne. Jak hlučná byla jejich třída! A co teprve po vyučování, to ožila celá Jáchymova ulička. Dováděly tu hordy kluků, křičelo se, dupalo, běhalo, pralo se to jedna radost. A taky se „taušovalo“, na ulici se vyměňovaly známky, obrázky, reklamy, zrcátka, kuličky za míčky, tužky za gumu, křišťály za omalovánky. (…) Jáchymovkou prostě vířilo mládí. Uprostřed ulice se také odehrávaly urputné fotbalové boje. Hrálo se tu až pět zápasů najednou, hřiště vedle hřiště. „Gólštangle“ byly znázorněny čepicemi a kabáty, pohozenými na holou dlažbu. A všude fungoval rozhodčí s trylkující píšťalkou v puse. Zvládal všechna hřiště najednou - Egon Ervín Kisch. | “ |
| — Kat beze stínu | |   |

Jeho bar micva proběhlo buďto v Jubilejní synagoze, spíše však ve Vysoké synagoze v roce 1916, nejpravděpodobněji na šabat svátku Simchat Tóra, zatímco jeho otec byl nasazen jako voják na italské frontě během první světové války. I tuto vzpomínku přetavil do jedné ze svých semiautobiografických črt:
| „                            | Ve Vysoké synagoze vedle Staronové bylo živo. Byla sobota dopoledne, krásný slunný den. Velkými obloukovitými okny sem svítilo teplé slunéčko. A na galerii pro ženy bylo právě tak plno, jako dole v oddělení mužů. U svatostánku, zlatem zdobeným, zpívá krásným barytonem černovousý kantor Hirsch. Pak přistupuje Poldík Schleissnerů. Má nový, modrý dvouřadý oblek a novou „anglickou“ čepičku. Má přehozen krásný čistý talis se zlatým okrajem, dar to synagogy tomuto nejnovějšímu barmicvájingelu. (…) „Borchů es adonaj hamvorach…“ Pevným hlasem říká Poldi bróche a pak maftír, nazpaměť vše, vše… nečte to, i když mu Hirsch ukazuje zlatým ukazovátkem – jemnou zlatou rukou na konci štíhlé zlaté tyčky – na Svaté písmo v nažloutlých a tak příjemně vonících pergamenech… Dobře to řekl! Pak mluví k němu pan rabín Schwarz. Pak Hirsch, kantor s krásným orlím nosem, černým plnovousem a krásnýma tmavohnědýma očima. | “ |
| — Povídky ze Svrabové čtvrti | |   |

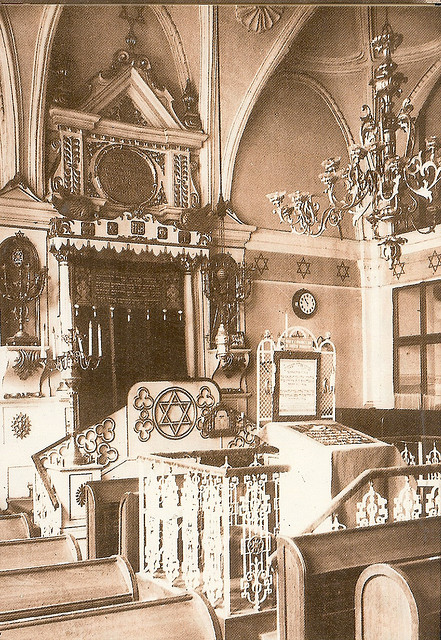
Foto interiéru Vysoké synagogy od Zikmund Reach v roce 1910. Tak tehdy Vysoká synagoga byla vnitřně zařízena, fotografie se zhruba shoduje s obdobím Krausovy bar micva.

Rozvod rodičů znamenal na dlouho konec úvahám o akademické kariéře – musel začít finančně přispívat na chod domácnosti, to jej ale přivedlo k novinářské dráze. V novinách také získal akronym svého jména – F.R.K. – který si zvolil podle T. G. M.

### První republika

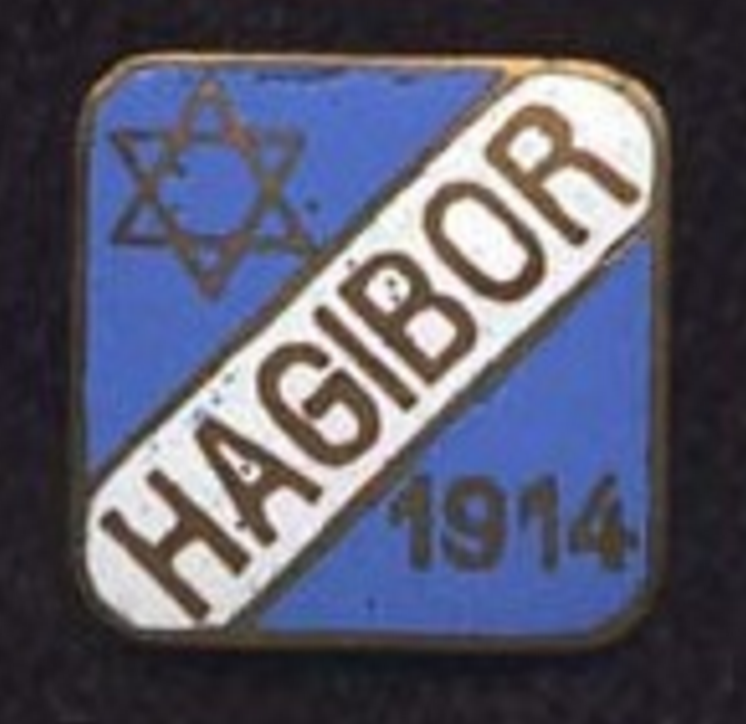
Kraus byl aktivním sportovcem, nejdříve členem Slavie Praha, později působil v ŽSK Hagibor, za nějž získal ve 20. a 30. letech 20. století několik národních i mezinárodních ocenění, zejména v plavání, vodním pólu a fotbalu. Odznáček ŽSK Hagibor Praha z období první republiky.

Kraus byl novinář a spisovatel. Patřil do tzv. Pražského spisovatelského okruhu. Za první republiky začal pracovat v německých novinách, třeba pro slavný Prager Tagblatt, Prager Presse, Bohemii a další. Měl kontakty také na české intelektuální prostředí, patřil do stejného kulturního okruhu jako např. Max Brod, Franz Kafka (povídka Džbánek plzeňského), Franz Werfel, Gustav Meyrink, Friedrich Torberg, Karel Čapek, Jaroslav Hašek, Jan Masaryk, znal se ale např. i s Albertem Einsteinem. Jeho literárním vzorem, rodinným přítelem a životním učitelem byl „zuřivý reportér“ Egon Erwin Kisch. Jeden čas Kraus u Kische, v domě U dvou zlatých medvědů v Melantrichově ulici, dokonce bydlel a hodně se spřátelili. Později po válce, v roce 1948, se však zcela názorově rozešli, protože Kraus byl přesvědčený sociální demokrat, zatímco Kisch zůstal komunistou a schvaloval únorový převrat. Kisch pak 31. března 1948 náhle zemřel.
Kraus byl také u toho, když se před válkou zakládal Československý rozhlas, působil v „Mluvených novinách“, dlouhou dobu také v Československé tiskové kanceláři (ČTK). Spolupráce s berlínským časopisem Die Grüne Post ho zaváděla často do zahraničí, do Berlína, Vídně, ale i mimo Evropu. To se však již hlásil k moci nacismus. Kraus se snažil proti nástupu nacismu v Československu, zejména v Sudetech, vystupovat ve svých pravidelných rozhlasových reportážích a relacích. Vyvolal tak hněv henleinovců, kteří proti němu dokonce interpelovali v parlamentu. Za osudovou považoval mobilizaci, které se sám aktivně jako voják zúčastnil (toto téma zpracoval v povídce Přilba v poli), a následné události, vrcholící mnichovskou kapitulací (reportáž Runciman u Henleina), která měla tragické důsledky nejen pro něj.
Kraus byl za první republiky mj. také vášnivým amatérským sportovcem. Několikrát získal medaile v plavání, jednou se stal celorepublikovým šampionem. Závodil za Slávii a později za židovský sportovní klub Hagibor. Kromě toho se také amatérsky věnoval i vodním pólu, fotbalu, tenisu a lyžování. Pravidelně reprezentoval Československo na Makabiádách.
Již za mlada si oblíbil, podobně jako mnoho dalších, vesměs židovských osobností první republiky, trávit dovolené v resortu ve Starých Splavech u Máchova jezera.

### Protektorát, odboj a zatčení
Po okupaci ČSR se Kraus stal informátorem odbojové zpravodajské sítě pod vedením Zdeňka Schmoranze. Tato síť, známá později jako Schmoranzova skupina, se zabývala sběrem zpravodajského materiálu především o německé branné moci. Tyto informace předával Schmoranz bývalým analytikům vojenské zpravodajské služby a v podobě zpráv je přes Obranu národa předával do Londýna. Po Schmoranzově zatčení gestapem následovalo i zatčení Krause. Byl vyslýchán na Pečkárně a poté krátce vězněn na Pankráci, ale protože mu napojení na Schmoranzovu skupinu nebylo dokázáno, byl propuštěn.

### Holokaust

#### Terezín

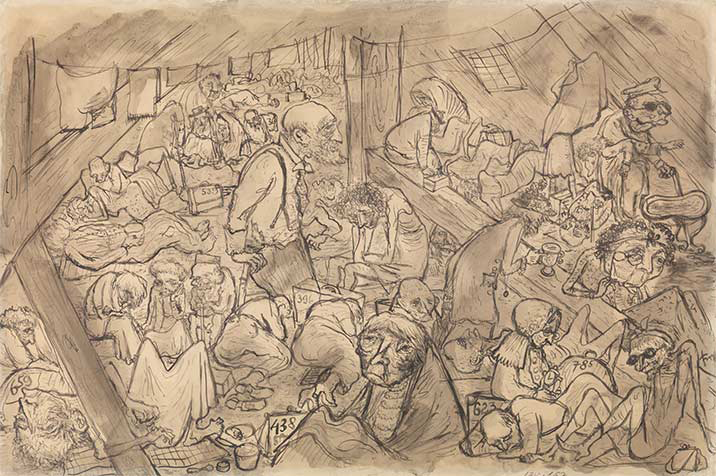
Bedřich Fritta: Terezínská noclehárna" (mezi 1943 a 1944)

V listopadu 1941 byl zařazen do prvního transportu odeslaného do Terezína. Byl to transport Ak-1, což byla zkratka pro Aufbaukommando, tzn. „komando pro výstavbu“. Tato skupina se měla podílet na přestavbě města Terezína na židovské ghetto. Kraus dostal při registraci číslo Ak-353. Tento první terezínský transport jel ještě normálním klasickým vlakem, nikoli dobytčáky, kterými se jezdilo později. Jeli vlakem na Litoměřice, vystoupili v Bohušovicích a šli pěšky do Terezína, za doprovodu českých četníků.
Podmínky v terezínském ghettu vylíčil následovně:
| „                                          | Ghetto XX. století: středověké město obehnané neviditelnými mřížemi, s vířícím prachem ve svých smrdutých uličkách... ve vzduchu, v němž stále cítíš latríny a výpary starých lidí, desinfekci, plyn na hubení milionů vší, blech a štěnic, čpí to zde tak strašně, až oči slzí. Slzejí však více nad tou hroznou bídou a nad smrtí těch tisíců z hladu a touhy po svých utracených milých... Město temné, šedé, město krkolomného dláždění a nasládlého puchu po čerstvých lidských mrtvolách v každé umrlčí komoře, v každém, na spadnutí vyhlížejícím domě plno špíny a hnusu, kde se babičky tísní po zemi a kufrech, kde po třípatrových kavalcích lezou starci jak opice, všude zde máš v nose puch z výkalů ubohých nemocných. | “ |
| — A přiveď zpět naše roztroušené…, str. 9. | |   |

Kraus byl ihned zpočátku existence ghetta židovskou radou starších (Judenältestenrat) pověřen (až do června 1943, kdy byl Terezín napojen na železniční trať Praha-Lovosice-Ústí nad Labem železniční vlečkou) organizováním pěších přechodů transportovaných právě z Bohušovic nad Ohří do Terezína, vzdáleného tři kilometry. Vysloužil si tak v ghettu všeobecně známou přezdívku Mojžíš, protože chodil vždy v čele zástupu:
| „                                           | V ghettě se sice děti nerodily, to bylo pod trestem smrti zakázáno, ale starci z Vídně a Prahy, z Frankfurtu a Hamburku, Amsterodamu a Oslo byli narychlo napěchováni do vagonů, zaplombováni a návěstí ukazovalo směr: „Theresienstadt, Protektorat Böhmen und Mähren, Deutsches Reich“. Tak také jednoho dne přijela další Vídeň. (…) I dnes jsem Mojžíšem, mám žlutou pásku na levém rameni „Jüdische Transportbegleitmannschaft“, jdu v čele smutného průvodu. Mám zde vepředu, hned vedle sebe, člena vídeňského řádu cisterciáků. Je v plném ornátu. Černá sukně, vysoký límec duchovního vykukuje zpod pláště, šerpa a černý širák doplňují úbor muže šlechetného obličeje. Jde hrdinně. Není zastrašen. Kolem krku má černý kolier, na kterém visí stříbrný kříž. A na levé straně prsou se stkví velká Davidova hvězda s nápisem „JUDE“. | “ |
| — A přiveď zpět naše roztroušené…, str. 64. | |   |

Zároveň s tím mu byl již v roce 1942 svěřen úkol velet pracovnímu komandu vězňů, kteří v Bohušovické kotlině mezi Bohušovicemi a Terezínem postavili terezínské krematorium. I v takto příšerných podmínkách udržel jistou noblesu, chodil vždy upraven, v kravatě a v klobouku a v padnoucím obleku a platil za „nejlépe oblékaného muže Terezína“.
Byl také jedním z třiceti vězňů terezínského ghetta, kteří pohřbívali zavražděné muže z Lidic – tento hrůzný zážitek později popsal v povídce Pohřbíval jsem mrtvé z Lidic.
| „                                                  | "Franto, podívej!" Karel Langendorf svírá můj loket. Nejdřív spíš cítím než vidím - zápach kouře. A pak i vidím: napravo od silnice žene vítr vstříc přijíždějícímu autu mrak dýmu, mrholením probleskávají v dálce světélka plamenů. V té chvíli míjíme tabulku s nápisem Lidice. Nikomu jméno vesnice nic neříká. (...) "Dolů!" Všude kolem spousta lidí. Míhají se tu helmy Schutzpolizei, korutanské čapky SS, černé talířovité čepice... (...) Vzduch je horký, nedýchatelný, nutí ke kašli. (...) Pažby nás ženou na zahradu vesnického stavení. Všichni kolem jsou ozbrojeni, jako kdyby tudy vedla bojová linie: nejen pušky a pistole, ale i automatické zbraně a granáty. Někde vzadu práskají výstřely. (...) A kolem hoří domy. K nebi se valí černý dým. A u zdi.... I ten nejtvrdší z nás se na okamžik zarazil... Před srovnanými matracemi, opřenými o stěnu statku, leží koberec mrtvých. S roztaženýma rukama, neurovnaní, zakrvácení. Plameny hučí a slyšíme i podivné zvuky z lidického kostela. Praskají malovaná okna a střepiny se sypou na hřbitůvek. Varhany, ničené ohněm, vydávají disharmonické skřeky... Už víme, proč jsme tu! "Dvanáct metrů dlouhý, devět metrů široký, čtyři metry hluboký," ukazuje náš velitel Seidl jezdeckým bičíkem, na jehož rukojeti svítí ze stříbrné hlavy buldoka oči z rudých rubínů. "Rozuměli jste?" Nikdo neodpovídá a snad jsme v té chvíli zapomněli lidskou řeč. Lopaty a krumpáče se zakusují do země. Jak obrovská jáma! "Dies ireae, dies illa, solvet saeclum in favilla..." Přelud? Zpěv - tady, v hořící, vybité vesnici? Ne, to si jen tiše zanotoval Karel Langendorf. Dvořákovo rekviem. Modlitba za lidické mrtvé. | “ |
| — Pohřbíval jsem mrtvé z Lidic - Dvořákovo Rekviem | |   |

Až v roce 2020 byl na motivy této povídky natočen dokumentární film České televize Terezínští hrobaři režisérky Olgy Struskové.

#### Auschwitz

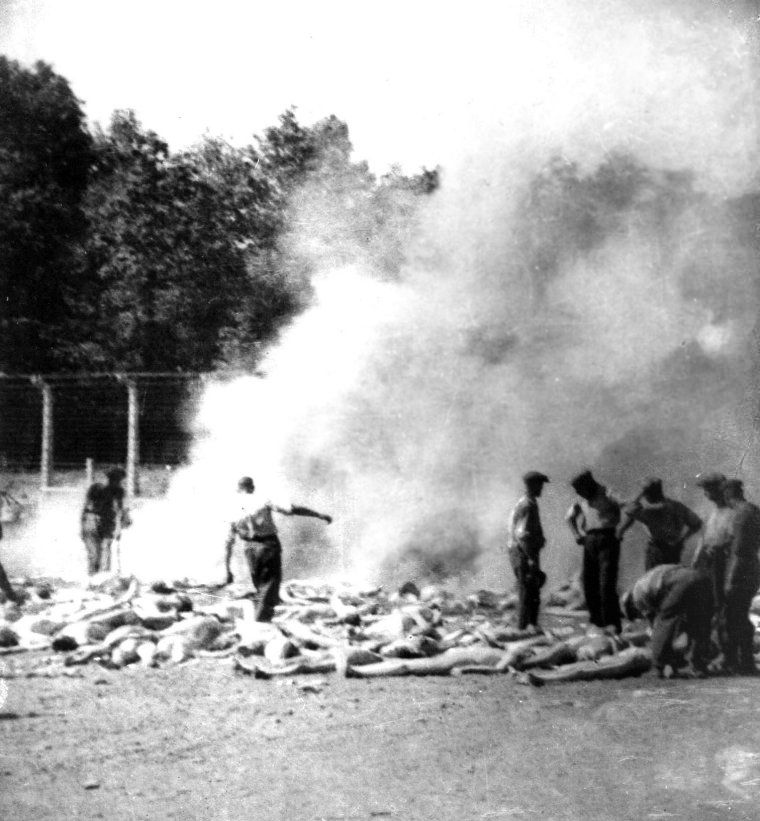
Fotografie Sonderkommanda spalující v Birkenau lidská těla. Kraus byl jeden z prvních na světě, kdo do posledního syrového detailu popsal tyto hrůzné prožitky ve formě literárního svědectví; někteří z členů "SK" (neboli Sonderkommanda) byli Krausovi přátelé z Prahy.

Z Terezína byl transportován spolu se svou manželkou 1. října 1944 do Auschwitz. Po příjezdu 3. října 1944 byli při selekci rozděleni. On sám měl štěstí a byl vybrán na práci, z Auschwitz jej vozili s ostatními vězni na denní práce do IG Farben a do nedaleké Buny, kde se vyráběl syntetický benzín; jednoho dne se měli přihlásit kováři a tesaři. Kraus, který v životě neměl v ruce kladivo, se přihlásil: 
| „                                   | Cvičili jsme dopoledne dvě hodiny "Mützen auf! Mützen ab!", neboť jeden z otroků špatně pozdravil mimojdoucího esesmana, jakéhosi Molla prý. Měl to být komandant nějakého lágru v Gleiwitz a jeden z nejhnusnějších gestapáků režimu. Tu se již volá: "Všecko do bloku!" Utíkáme, uvnitř je ruch. Přišli tam nějací písaři, "šrajbři", jak se jim zde říká, a ptají se osazenstva, kdo je vyučeným kovářem, kdo truhlářem, kdo zámečníkem. Hlásí se to jako v blázinci. I já se hlásím: jsem vyučený kovář! A proč ne? Vždyť vidím, že se támhle Jarda Reiniš, jinak textilník, hlásí jako zámečník. Nuže..." | “ |
| — Plyn, plyn... pak oheň!, str. 42. | |   |

Kraus byl poté zařazen do pobočného pracovního tábora v Hlivicích, (německy Gleiwitz), kde opravovali železniční vagóny, což byla příšerná práce, na kterou byli většinou vybráni vězni z Terezína. Při této selekci Krausovi vytetovali na levé předloktí číslo B11632. Tuto otřesnou zkušenost popisuje v knize Plyn, plyn…, pak oheň:
| „ | Náš štrudl se táhne dále, k pěti chlapcům, věznům, kteří tetují. Řvou na nás nesrozumitelným žargonem. Smůlou přicházím k řezníkovi: drapne mě za obnažené levé předloktí, v ruce má kus dřeva, namočeného do tinktury. Píchne. Nejde to, je to tupé. Bolelo to. Krev teče již potůčkem. Vytáhne nůž a ořezává. Tak, teď má pořádnou špičku. Píchne; ano, teď to jde, tinktura, nějaký fialový inkoust, mísí se s krví. Bolí to, držím pevně a zatínám zuby, jde to pomalu: B - 11632. Tak, teď je to hotové. Hlásím ještě u zadního východu číslo a opouštím v štrudlu stáj. Ruka bolí, musíme všichni držet ruce vzhůru, musí to zaschnout… Venku se seřazujeme. Ženou nás opět dolů, do koupele. „Schmutzige Seite – reine Seite“. Vycházíme, fasujeme Sing-Sing, štráfkované trestanecké hadry a hladově se řadíme. Ještě jsme dnes nejedli… | “ |

#### Gleiwitz I
Jeden z mnoha pobočných táborů Osvětimi-Březinky na území dnešních Hlivic (německy Gleiwitz) v Horním Slzesku, poblíž železničního uzlu, založen v březnu 1944 na otrockou práci vězňů, kteří zde opravovali válkou (zejm. spojeneckými stíhačkami) zničené železniční vagóny v RAW (Reichsbahnausbesserungswerk). Lágr sestával ze 7 dřevěných baráků, kuchyně, lágrové "nemocnice", skladiště a dílen. Směrem k silnici a železniční trati byl tábor maskován několikametrovou zdí betonových desek zakončených ostnatým drátem, z ostatních stran byl ostnatý drát na betonových sloupcích. Podél plotu bylo umístěno 8 dřevěných strážních věží s esesáky s kulomety. Dozorcem zde byl jeden z nejobávanějších válečných zločinců, sadista a psychopat SS-Hauptscharführer Otto Moll, který se od jara do podzimu 1944 aktivně podílel na vyvraždění desítek tisíc maďarských Židů (mj. bývalých československých občanů z Podkarpatské Rusi):
| „                                | U brány se něco děje, je tam hodně lidí. Dívám se z povzdálí. Esesmani udělali řetěz, tedy něco nového, »přísun«, jak říká Moll. Pět žen v prušáckých uniformách, s nezbytným bičíkem v pravici, revolvery a automaty, tedy právě tak vyhlížejících jako jejich mužští kamarádi. Jenže mají sukně. Za nimi se objevuje řada žen v štráfatém. Dodávají sem vězeňkyně z Osvěčimi pro rozkoš a dlouhou chvíli po službě. Jsou to vesměs hezké židovky, vybrané, černovlasé a pěkných postav. Jsou smutné. Je jich asi padesát. Mají výběr, naši strážci. Také se vynořili rychle ze svých baráků, kde nyní, kdy jedna parta je ve službě, druhá tráví své volné chvíle, pěkně v teple a u dobrého jídla. (...) Esesmani stojí a řehní se. Strkají jeden do druhého a ukazují na tu, onu, tamtu. Esesmanky bičem dirigují odchod do nové ubikace. (...) Mladé židovky se postavily do řady, po pěti. Esesmanky jim nařizují svléknouti se. Jsou tetované jako my. Dostávají fantastické prádlo, růžové, modré, zelené. A nádherné punčochy! Některé pláčí. Vedoucí esesmanka, žena jako hora, něco křičí. Není sem ven slyšet. Děvčata pláčí. Jsou bita. Svlékají se. Vesměs vybraná těla. (...) Krátké sukénky, večerní šaty, námořnické límečky. Jsou již oblečeny. A jíst dostaly, kotel polévky, ze které vystupuje pára. A chléb, hodně chleba. Některé jí, ostatní nadále pláčí. Eva se nechtěla rychle svlékat. Brunhilda, vedoucí esesmanka, s ní strhává proužkované. Eva je nahá. Za trest je bičována mezi prsy. Padá. Nepláče, jen sténá a válí se po špinavé zemi. | “ |
| — A přiveď zpět naše roztroušené | |   |

V Gleiwitzu byl Kraus patrně jedním z posledních, kdo mluvili s Karlem Poláčkem a Fritzem Tuassigem těsně předtím, než na otřesné podmínky zdejšího lágru zemřeli.
Vězni pracovali také na opravách poškozených podvozků automobilů, v dílně, v kovárně a stavěli také silnice a nedalekou přistávací dráhu pro Luftwaffe. Panovaly zde dvanáctihodinové směny. Častou "kratochvílí" velitele tábora Molla bylo tzv. „Steinetragen“ - zcela účelové a zbytečné přenášení kamenů z nedaleké hromady strusky do tábora a zpět. Téměř 100 vězňů zde zemřelo v důsledku týrání, hladu, infekcí a naprostého vyčerpání z práce. Při pokusu o útěk bylo nejméně 5 dalších zastřeleno a 2 ruští zajatci byli pro stejný delikt proti táborovému řádu pro výstrahu oběšeni. Těsně před evakuací v lednu 1945 zde bylo 1336 vězňů, většinou Židů, Poláků a Rusů, z toho poměrně nezanedbatelná část Čechoslováků, hlavně bývalých terezínských. Esesmany byla Gleiwitz ke konci ledna 1945 zlikvidována a v několika skupinách byli zcela vyčerpaní vězni hnáni pochodem smrti směrem na Gross-Rosen.

#### Blechhammer

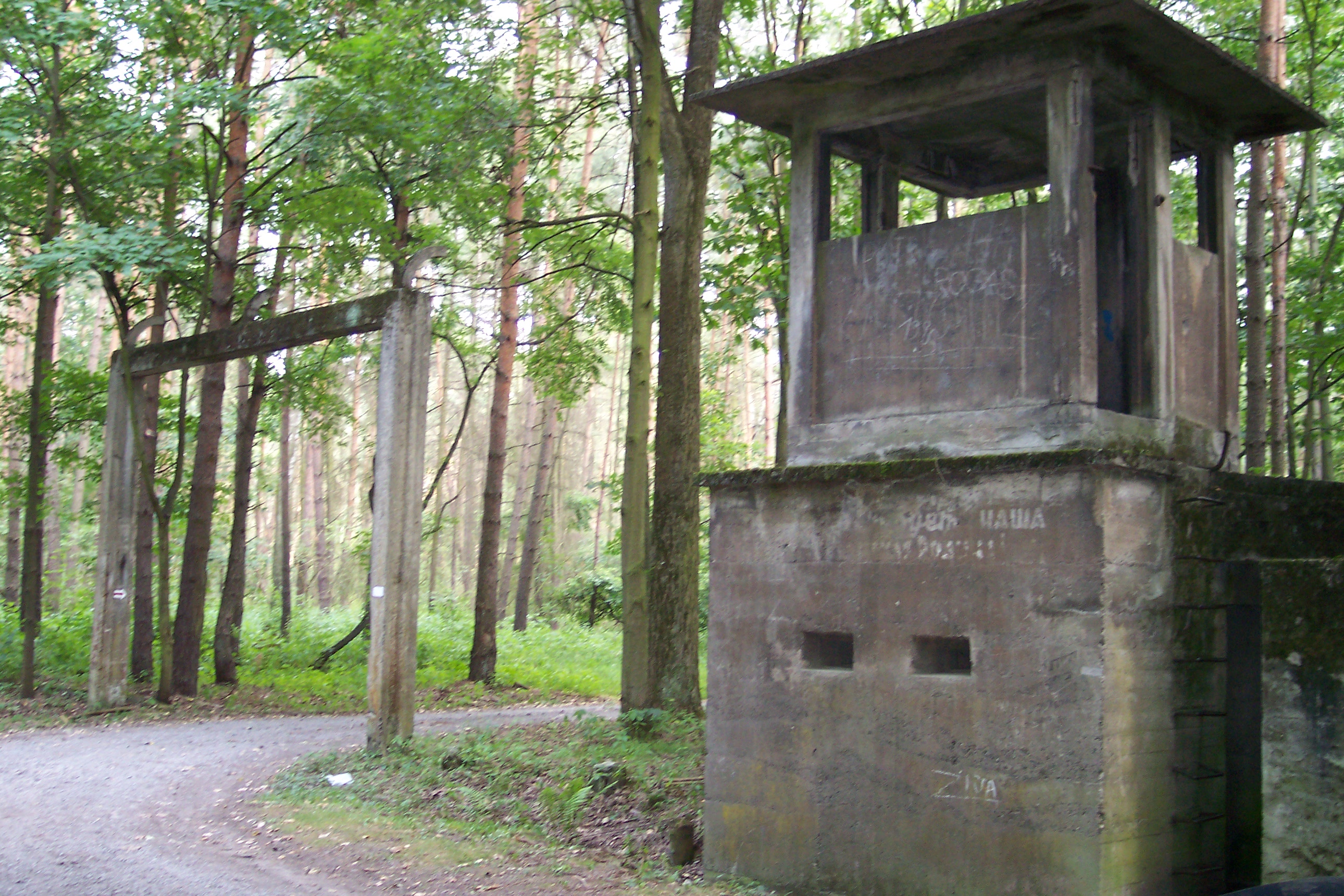
Zbytky vjezdové brány a strážní věže do KZ Blechhammer.

Tak se s dalším pochodem smrti Kraus dostal do dalšího lágru Blechhammer (dnes Blachownia Śląska, část města Kandřín-Kozlí), vzdáleného asi 30 km směrem na západ k německé hranici. Jednalo se po Monowitz o druhý nejrozsáhlejší pobočný tábor Auschwitz-Birkenau. Byli zde vězňové a zajatci z takřka všech možných koutů Evropy, včetně Angličanů. Podmínky během kruté zimy 1945 byly tak úděsné, že zde panoval i kanibalismus mezi vězni, což Kraus popisuje. S blížící se frontou však velmi záhy (21. ledna 1945) začali nacisté pobočné pracovní tábory likvidovat a organizovali pochody smrti. Z Blechhammeru byl tak vypraven další pochod smrti, ale Krausovi se s ještě několika lidmi (mj. Jiří Brady) podařil útěk:
| „ | Když jsem v Blechhammeru u Osvěčimi proplaval latríny, prolezl kanál s fekaliemi a boural šest hodin v noci prasklou zeď úlomkem šrapnelu, poprvé jsem opět cítil pravý benzin: ruské tanky... | “ |

Pak se díky pomoci sovětské armády a partyzánům strastiplnou odyseou přes Polsko (Ehrenforst, Gliwice, Katovice, Bytom, Čenstochová, Kielce, Sandoměř), Slovensko a Podkarpatskou Rus dostal v dubnu 1945 až do Budapešti, která už byla osvobozená. Tam se začal zotavovat z útrap táborů. Kontaktoval lidi, které znal jako novinář. Ti mu sehnali základní pomoc, pronajali mu malý byt v Arpád utca. V Budapešti také sepsal své zážitky. V květnu 1945 přijel do Prahy a měl už hotovou celou knížku. Kniha-reportáž Plyn, plyn…, pak oheň pak vyšla v září 1945 a byla to úplně první reportáž o vyhlazovacích táborech, která v Československu vyšla. Vydal ji nakladatel Chvojka. Druhá část A přiveď zpět naše roztroušené… byla pokračováním, ale z jiného úhlu. Důraz je zde na líčení období v Terezíně. Vyšla o něco později, s obálkou od Krausova přítele, který také přežil pobyt v lágrech, akademického malíře Davida Friedmanna.

### Po roce 1948
Únor 1948 měl vliv nejen na osudy Krausových děl, ale i na něj samotného. Po válce nastoupil zpět do České tiskové kanceláře a do Československého rozhlasu, kde se stal zakladatelem a vedoucím krátkovlnného zahraničního vysílání. Působil zde také jako hlasatel v anglické, francouzské a německé redakci a komentátor pro střední Evropu. Jeho nejvýznamnějším žákem se stal Arnošt Lustig.
| „               | Na chodbách rozhlasu v Praze na Vinohradech jsem potkával elegantního muže středního věku, nevysoké, štíhlé postavy s pozornýma očima schovanýma za zlatými brýlemi, v obleku, který mu padl jako na obrázku z módního časopisu, v klobouku se stuhou a s upnutým límečkem u košile a zásadně s kravatou; košile, šaty a boty šité na míru, všechno jako ze škatulky. Bohužel jsem ho tam nepotkával dlouho. Byl „buržoazního původu“. | “ |
| — Arnošt Lustig | |   |

To vše však skončilo počátkem padesátých let během procesu se Slánským. Kraus ztratil ze dne na den místo jak v ČTK, tak v rozhlase. Nesměl publikovat, jeho díla byla opakovaně komunistickým režimem nejprve cenzurou pozměňována, posléze zcela odmítána s chabým odůvodněním, že „téma holocaustu je již pět let po válce zcela vyčerpáno, je minulostí a již nikoho nezajímá. Lid se nyní musí soustředit na budoucnost, na budování nové, lepší a spravedlnější společnosti – komunismus.“
Bez zájmu nakladatelství zůstala i další díla – román Tři pušky, novela pro děti Píseň o Lée i vůbec poslední Krausův román Tvář číslo 5, kde v hlavní roli figuruje nacistický zločinec, který si po válce změní podobu a identitu. Tento námět byl použit v barrandovském filmu Ztracená tvář, ovšem bez uvedení jakékoli zmínky o původním autorovi.
Kraus nicméně publikoval pod pseudonymy či cizími jmény, zejména jeho historky ze staré Prahy konce 19. a začátku 20. století se v šedesátých letech těšily značné oblibě a vycházely například ve Večerní Praze. Pod vlastním jménem publikoval pravidelně v Židovské ročence. Byl zaměstnán v Židovské náboženské obci v Praze, kde vedl kulturní oddělení. Díky jeho bohatým kontaktům tak v této době v kulturních programech a při oslavách židovských svátků vystupovaly takové osobnosti jako např. Jan Werich, Karel Gott, Judita Čeřovská či Waldemar Matuška.
František R. Kraus zemřel v Praze 19. května 1967. Stačil ještě přivítat „tání ledů“ po liblické konferenci o Franzi Kafkovi, což považoval za zlomový okamžik v kulturním a politickém životě, pražského jara se však již nedočkal. Je pohřben na Novém židovském hřbitově v Praze.
V roce 2003 vyšel v nakladatelství Bystrov a synové román z prostředí staré Prahy, Terezína a Osvětimi Kat beze stínu. V roce 2013 vyšlo 3. vydání knihy Plyn, plyn…, pak oheň (nakl. Grantis). V květnu 2015 vyšla kniha Holocaust – slepá kolej dějin od badatele a spisovatele literatury faktu Romana Cílka, kde jednu třetinu knihy tvoří právě Krausovy vzpomínky.
V roce 2020 vyšla v nakladatelství Cattacan první část zamýšlené antologie díla Františka R. Krause – soubor povídek ze staré Prahy přelomu 19. a 20. století pod názvem Povídky ze Svrabové čtvrti – Zmizelý svět židovské Prahy.

### Rodinný život
František Robert Kraus byl dvakrát ženat, z prvního manželství měl syna Ronalda Krause. S druhou manželkou Alicí, rozenou Flusserovou se oženil v roce 1939; oba holocaust přežili. Syn z druhého manželství je JUDr. Tomáš Kraus.

## Dílo

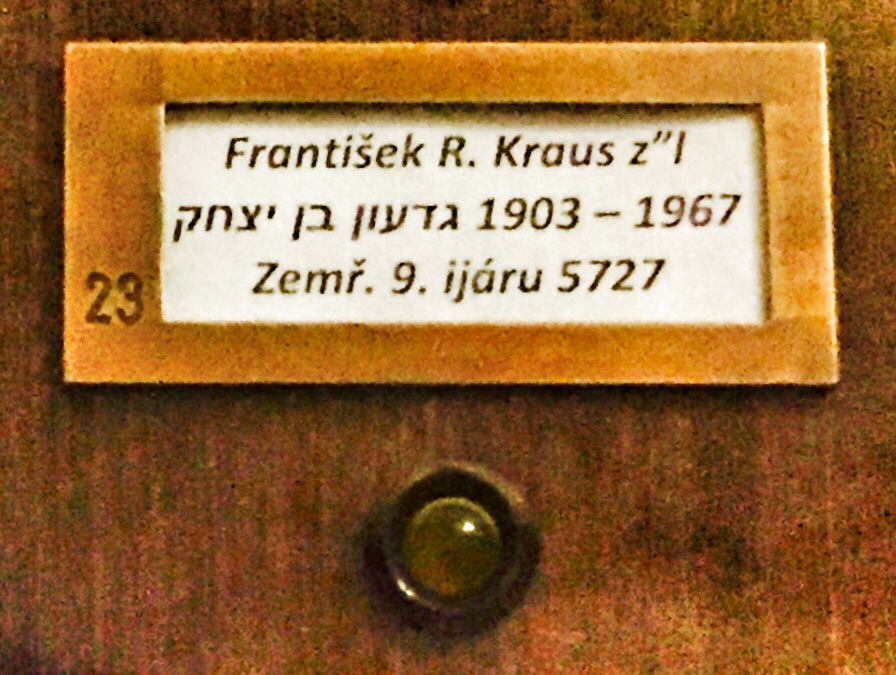
Járcajtová tabulka za F. R. Krause ve Staronové synagóze

- Plyn, plyn…, pak oheň – I. díl válečných vzpomínek (1945, 1946, 2013)
- A přiveď zpět naše roztroušené – II. díl válečných vzpomínek (1946)
- David bude žít (původně Šemarjáhu hledá Boha) (1949)
- Proměněná země (1957), společně s Jaroslavem Pecháčkem
- Kat beze stínu – román, napsaný v 60. letech, vydala Jazzová sekce roku 1984, nové vydání roku 2003
- Tisíce obyčejných smrtí (zaznamenal v 60. letech Roman Cílek, vydáno 2011)
- Holocaust, slepá kolej dějin (zaznamenal v 60. letech Roman Cílek, vydáno 2015)
- Drůš Mauruse Blocha
- Povídky ze Svrabové čtvrti - Zmizelý svět židovské Prahy.[3][11]

### Ukázky díla
- Pohřbíval jsem mrtvé z Lidic
- Tisíce obyčejných smrtí[nedostupný zdroj]
- Abraham Sonnenschein, poslední převozník ve vnitřní Praze

## Význam
Arnošt Lustig považoval Krause za spisovatele světového významu a přirovnával jeho dílo k Jacku Londonovi, E. E. Kischovi či Primo Levimu, vyučoval o něm na amerických univerzitách. V České republice zůstávala až donedávna osobnost a dílo F. R. Krause na okraji zájmu. O jeho významu vypráví jeho syn, JUDr. Tomáš Kraus, tajemník Federace židovských obcí.